# Cmentarz parafialny w Michałowicach (powiat grójecki)
Cmentarz parafii Wszystkich Świętych w Michałowicach, cmentarz parafialny w Michałowicach, cmentarz w Michałowicach, cmentarz michałowicki – cmentarz rzymskokatolicki znajdujący się we wsi Michałowice w powiecie grójeckim, w gminie Mogielnica.

## Historia
Cmentarz powstał w I połowie XIX wieku i znajduje się na północny wschód od kościoła. Na cmentarzu znajduje się między innymi neoromańska kaplica grobowa rodziny Bonieckich z XIX wieku, a także groby właścicieli Tomczyc: Mateusza Rogojskiego (zm. 1855) i Stanisława Rogojskiego (zm. 1863), jak również wieloletniego proboszcza miejscowej parafii – ks. Szymona Domańskiego (1821–1907), autora katechizmu pt.: Historya życia Jezusa Chrystusa, Zbawiciela świata (1894).
Cmentarz ujęty jest w rejestrze zabytków.

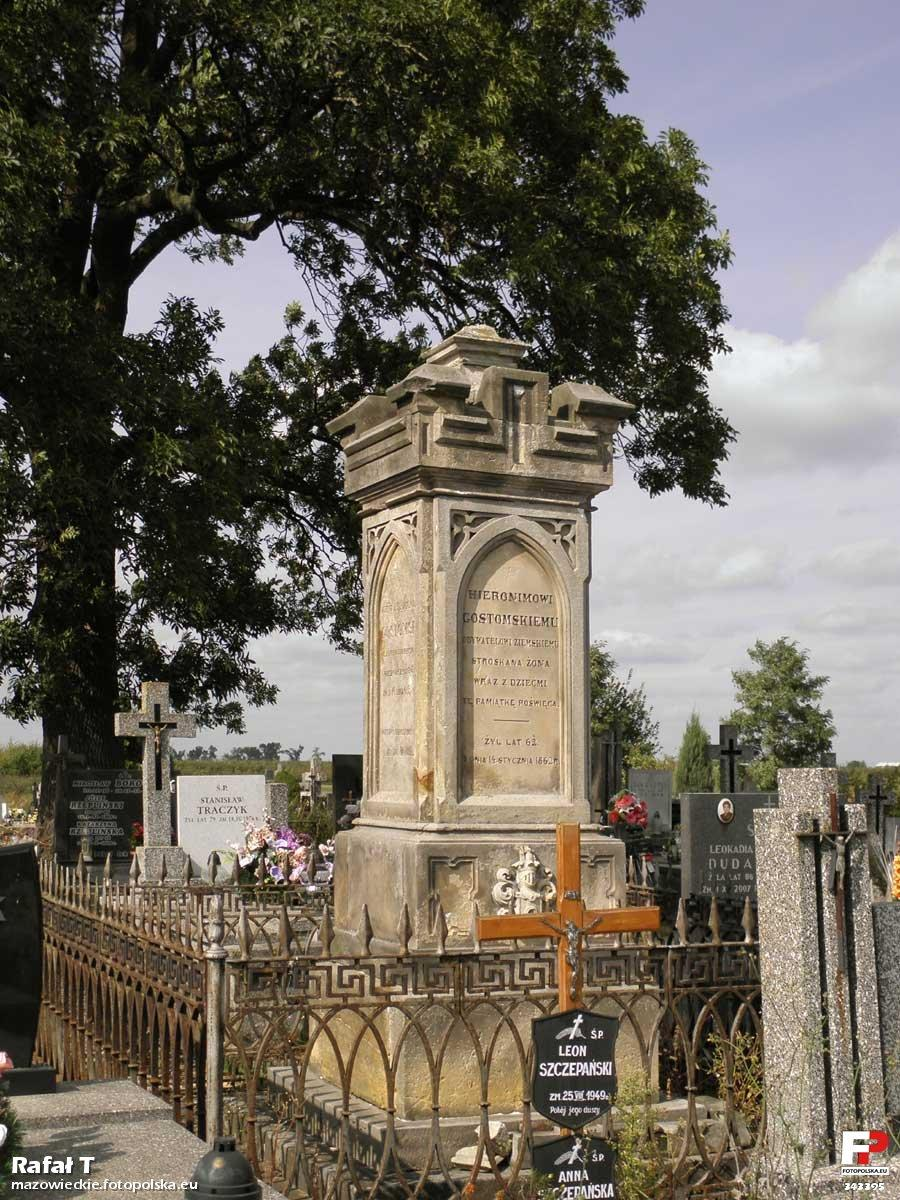
Grób rodziny Gostomskich na cmentarzu w Michałowicach